# Goran Jagodnik
Goran Jagodnik (ur. 23 maja 1974 w Koprze) – słoweński koszykarz występujący na pozycjach niskiego lub silnego skrzydłowego. Reprezentant Słowenii podczas mistrzostw Europy w 1997, 1999, 2001, 2007, 2009 i 2011 roku oraz mistrzostw świata w 2010.
W sezonie 2002/2003, podczas przegranego 88-93 spotkania z Anwilem Włocławek, ustanowił nowy wówczas rekord finałów PLK (odkąd wprowadzono oficjalne statystyki w sezonie 1998/99), notując 32 punkty.

## Przebieg kariery
- Koper (1991–1994)
- Kovinotehna Polzela (1994–1999)
- Türk Telekom (1999–2000)
- Mydonose Kolejliler (2000–2001)
- Olympique Lausanne (2001)
- Lokomotiw Kubań (2001–2002)
- Prokom Trefl Sopot (2002–2006)
- Dinamo Moskwa (2006)
- Legea Basket (2006)
- Anwil Włocławek (2007)
- Hemofarm Vršac (2007–2008)
- ČEZ Nymburk (2008–2009)
- Hopsi Polzela (2009)
- Hemofarm Vršac (2009–2010)
- Olimpija Ljubljana (2010–2012)
- Hopsi Polzela (2013–2015)
- Olimpija Ljubljana (2015)
- Ilirija (2015–2017)

## Osiągnięcia
Klubowe
- Mistrz:
  - Polski (2004, 2005, 2006) z Prokomem Treflem Sopot[2]
  - Czech (2009)[2]
  - II ligi słoweńskiej (2017)
- Wicemistrz:
  - FIBA EuroCup Challenge (2003)
  - Ligi Adriatyckiej (2008, 2011)
  - Słowenii (1993, 2011, 2012)
  - Serbii (2008, 2010)
- Zdobywca pucharu:
  - Polski (2006[2], 2007)
  - Słowenii (1996, 2011, 2012)[2]
- 2. miejsce w:
  - Pucharze Słowenii (1997)
  - Pucharze Serbii (2008)
  - Superpucharze Słowenii (2010, 2011)
  - Pucharze Koracia (2002)

Indywidualne
- MVP:
  - PLK (2006)[3]
  - II ligi słoweńskiej (2017)
  - miesiąca Euroligi (październik 2010)[2]
- Najlepszy debiutant z zagranicy PLK (2003 według Gazety)[4]
- Zaliczony do I składu PLK (2004)
- Lider[5]:
  - całego sezonu PLK z liczbie (668) i średniej (21,5) zdobytych punktów (2004)
  - strzelców fazy zasadniczej PLK (2004)
  - play-off PLK w liczbie zdobytych punktów (157 – 2006)
  - PLK w skuteczności rzutów wolnych (2005)
- Uczestnik:
  - słoweńskiego All-Star Game (1999, 2011)[2]
  - All-Star Game Ligi Adriatyckiej (2008)[2]
  - meczu gwiazd PLK (2003, 2005, 2006, 2007)

Reprezentacja
- Uczestnik:
  - mistrzostw Europy (1997 – 14. miejsce, 1999, 2001 – 15. miejsce, 2007 – 7. miejsce, 2009 – 4. miejsce, 2011 – 7. miejsce)[2]
  - mistrzostw świata (2010 – 8. miejsce)[2]
  - mistrzostw Europy U–22 (1996)[2]